# Erich Auerbach
Erich Auerbach, född 9 november 1892 i Berlin, död 13 oktober 1957 i Wallingford, Connecticut, var en tysk litteraturvetare, författare och filolog. Hans centrala verk är Mimesis (1946).

## Biografi
Erich Auerbach var son till judiska föräldrar. Han utbildade sig till jurist och doktorerade vid Heidelbergs universitet 1913 men ändrade sedan inriktning. Han studerade romansk filologi och doktorerade en andra gång, nu vid universitetet i Greifswald med en avhandling om ungrenässansens litteratur. År 1929 anställdes Auerbach som professor i romansk filologi vid universitetet i Marburg, en tjänst som han som jude tvingades att lämna 1935 efter det nazistiska maktövertagandet i Tyskland. Han och hans familj fann en fristad i Istanbul i Turkiet där han anställdes som professor vid universitetet. Efter andra världskriget flyttade han till USA där han fick en tjänst vid Pennsylvania State University och senare vid Yale University.

## Betydelsefulla verk
I Dante als Dichter der irdischen Welt (1929) menar Auerbach att Dante hade brutit med antikens stilideal (att anpassa stilen efter ämnets ”höghet”) när han valde att skriva på italienskt folkspråk istället för på latin.
Figura (1939) behandlar ett begrepp, figura, som innebär att en konkret och verklig händelse inte bara har en egen innebörd utan även förebådar eller pekar tillbaka på en annan händelse.
Mimesis (1946, på svenska 1998) brukar räknas som ett av 1900-talets viktigaste litteraturhistoriska verk. Den svenska undertiteln är ”verklighetsframställningen i den västerländska litteraturen”. Auerbach undersöker hur sättet att beskriva verkligheten i västerländsk litteratur förändrats genom tiderna, från antiken fram till 1900-talet. Han gör det genom att i var sitt kapitel studera tjugo verk från Homeros Odysséen till Virginia Woolfs Mot fyren. Auerbach tolkar helheten utifrån delen. Ur varje verk väljer han ett kort avsnitt som han låter belysa hela verket liksom dess tillkomstepok. Han tar avstånd från förenkling och propaganda och försvarar komplikation och mångfald. Han tar fasta på både det rent stilistiska och på verkets motivkrets och ser en utveckling mot det alltmer verklighetsnära, om än med återkomster av äldre ideal. Om stilen skriver Auerbach: "I och med att Stendhal och Balzac lät vanliga personer [---] bli föremål för en framställning som rymmer allvar, problematik, ja till och med tragik, raserade de den klassiska stilåtskillnadsregel enligt vilken den vardagliga och praktiska verkligheten har en plats i litteraturen enbart inom ramen för låg stil eller mellanstil..."